# Ожево (Ленинградская область)
Ожево — деревня в Осьминском сельском поселении Лужского района Ленинградской области.

## История
Деревня Ожева, состоящая из 40 крестьянских дворов, обозначена на карте Санкт-Петербургской губернии Ф. Ф. Шуберта 1834 года.

ОЖЕВО — деревня принадлежит её величеству, число жителей по ревизии: 129 м. п., 148 ж. п. (1838 год)

Как деревня Ожева из 41 двора она отмечена на карте профессора С. С. Куторги 1852 года.

ОЖЕВО — деревня Гдовского её величества имения, по просёлочной дороге, число дворов — 42, число душ — 147 м. п. (1856 год)

ОЖЕВО — деревня удельная при колодце, число дворов — 46, число жителей: 145 м. п., 167 ж. п. (1862 год)

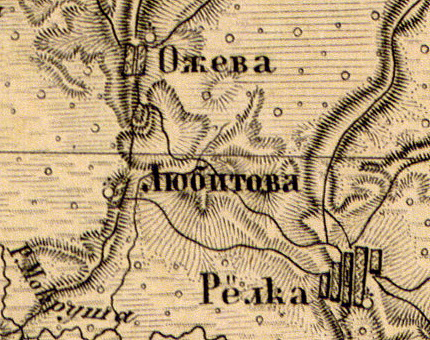
Деревня Ожево на карте 1863 года

Согласно карте из «Исторического атласа Санкт-Петербургской Губернии» 1863 года деревня называлась Ожева.
Сборник Центрального статистического комитета описывал её так:

ОЖЕВА — деревня бывшая владельческая, дворов — 51, жителей — 345; 2 часовни, 3 кожевенных завода. (1885 год)

В XIX — начале XX века деревня административно относилась к Осьминской волости 2-го земского участка 1-го стана Гдовского уезда Санкт-Петербургской губернии.
По данным «Памятной книжки Санкт-Петербургской губернии» за 1905 год деревня Ожево образовывала Ожевское сельское общество.
С 1917 по 1919 год деревня Ожево входила в состав Осьминской волости Гдовского уезда.
С 1920 года, в составе Ожевского сельсовета Осьминской волости Кингисеппского уезда.
С 1927 года, в составе Осьминского района.
С 1928 года, в составе Релковского сельсовета. В 1928 году население деревни Ожево составляло 344 человека.
По данным 1933 года деревня Ожево входила в состав Релковского сельсовета Осьминского района.
С 1935 года, в составе Залустежского сельсовета.
C 1 августа 1941 года по 31 января 1944 года деревня находилась в оккупации.
С 1961 года, в составе Рельского сельсовета Сланцевского района.
С 1963 года, в составе Лужского района.
В 1965 году население деревни Ожево составляло 23 человека.
По данным 1966, 1973 и 1990 годов деревня Ожево также входила в состав Рельского сельсовета Лужского района.
По данным 1997 года в деревне Ожево Рельской волости проживали 12 человек, в 2002 году — 11 человек (русские — 73 %).
В 2007 году в деревне Ожево Осьминского СП проживали 4 человека.

## География
Деревня расположена в северо-западной части района близ автодороги 41К-027 (Старополье — Осьмино).
Расстояние до административного центра поселения — 10 км.
Расстояние до ближайшей железнодорожной станции Молосковицы — 80 км.
Близ деревни протекают река Мокруша и Годнов ручей.

## Демография
| 1838 | 1862 | 1885 | 1928 | 1965 | 1997 | 2007 |
| ---- | ---- | ---- | ---- | ---- | ---- | ---- |
| 277  | ↗312 | ↗345 | ↘344 | ↘23  | ↘12  | ↘4   |
| 2010 | 2017 |      |      |      |      |      |
| ↗13  | ↘1   |      |      |      |      |      |

## Достопримечательности
Деревянная часовня во имя Святого пророка Илии, 1909 года постройки.

## Улицы
Лесная.